# Arquidiocese de Ribeirão Preto
A Arquidiocese de Ribeirão Preto (em latim: Archidiœcesis Rivi Nigri) é uma circunscrição eclesiástica da Igreja Católica no Brasil.

## Imagens

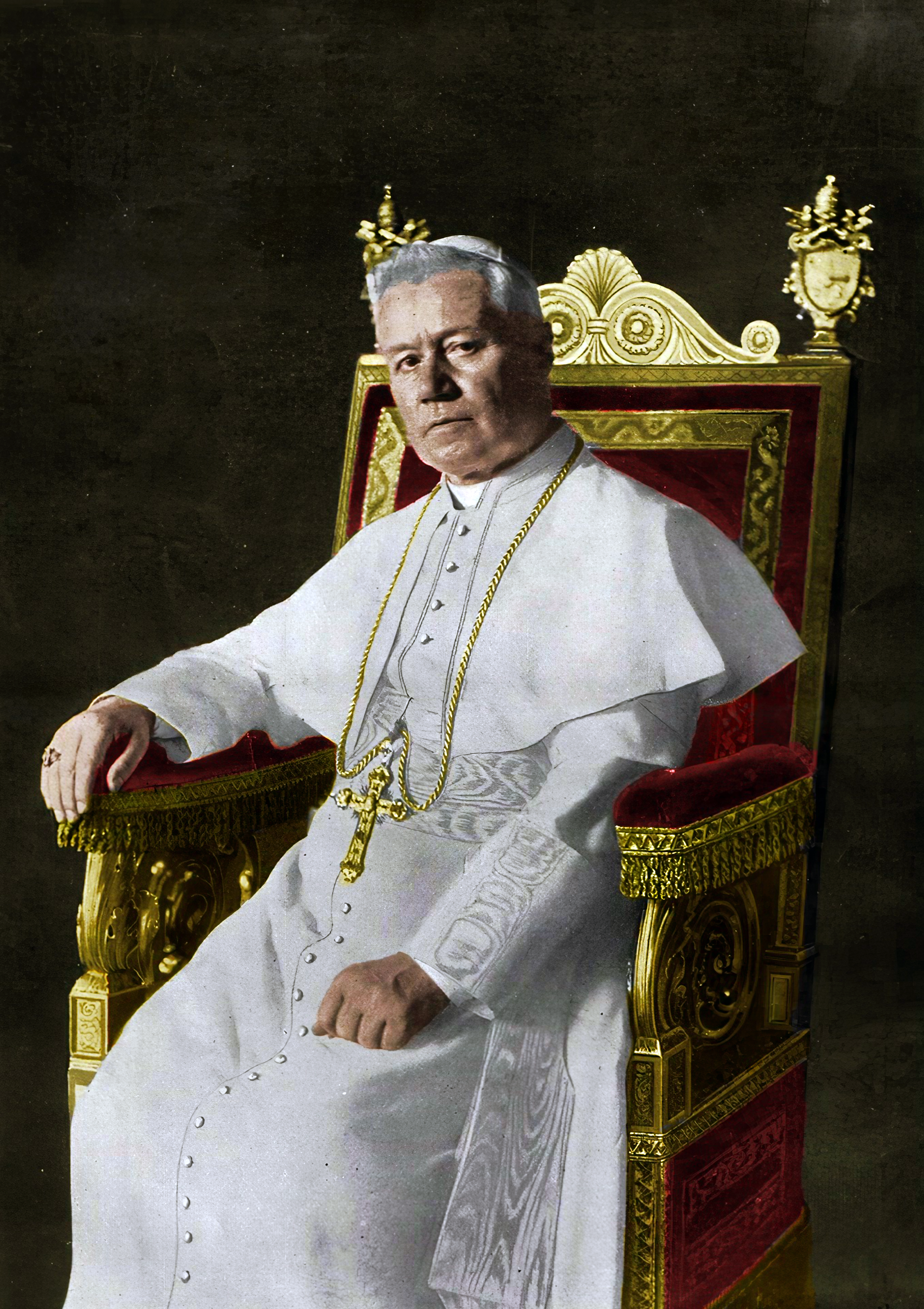
O Papa Pio X, pontífice que criou a diocese em 1908.

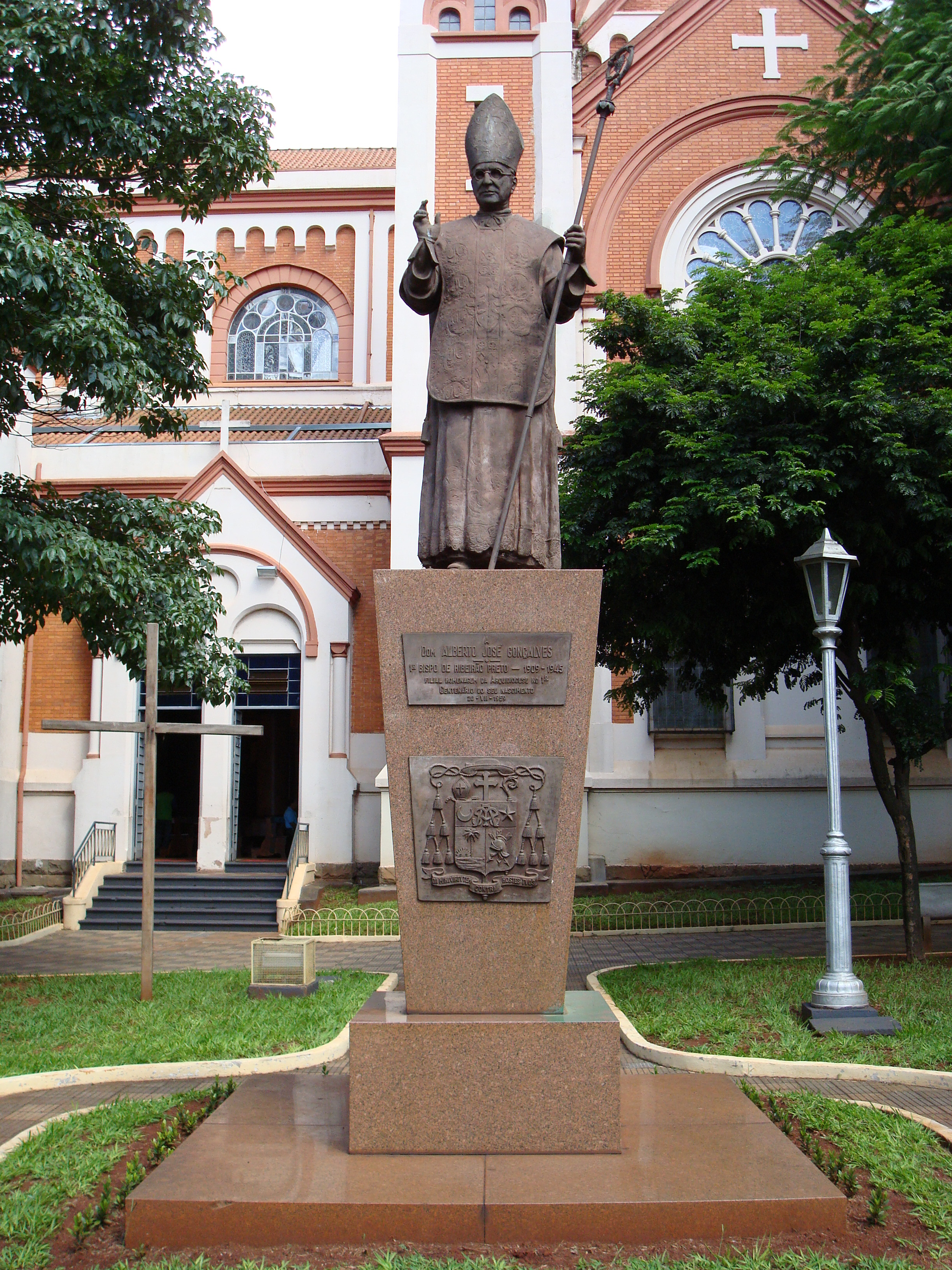
Estátua de Dom Alberto José Gonçalves na praça da Catedral de Ribeirão Preto.

## Histórico
Em 7 de junho de 1908 o Papa Pio X criou a Diocese de Ribeirão Preto. O primeiro bispo da cidade capital do café foi Dom Alberto José Gonçalves, que tomou posse no dia 28 de fevereiro de 1909. O 1° bispo foi atuante e edificou praticamente sozinho a diocese. O bispo começou do zero, aos poucos e com a ajuda dos fazendeiros da região Dom Alberto conseguiu doações de terras para São Sebastião, padroeiro da cidade. A maior parte dessas terras são aonde se encontram a Catedral Metropolitana de São Sebastião de Ribeirão Preto, o Palácio Arquidiocesano (residência oficial dos arcebispos) e onde se encontram o residencial D´Elboux (lê-se "del-bu"), as terras foram doadas pela Igreja nos anos 70 pelo então arcebispo Dom Bernardo José Bueno Miele e o nome do condomínio homenageia o predecessor de Miele na Cátedra de São Sebastião, o saudoso Dom Manuel da Silveira d'Elboux.
O primeiro bispo teve também a difícil missão de erguer escolas e seminários, trabalho que exerceu com total sucesso pois no seu bispado foram inaugurado o primeiro seminário diocesano e também foram criadas escolas religiosas como o Instituto Santa Úrsula para meninas (Irmãs Ursulinas), o Colégio Marista de Ribeirão Preto para meninos (Irmãos Maristas) e o Instituto Nossa Senhora Auxiliadora para meninas (Irmãs Auxiliadoras). Dom Alberto também inaugurou a Catedral Metropolitana nos anos 20 e o Palácio Diocesano (nome dado até a elevação da cidade para arquidiocese em 1958, pelo Papa Pio XII), com a inauguração da novíssima catedral com arquitetura baseada nas igrejas europeias, o D. Alberto mandou demolir a matriz deixando a cidade sem essa. Durante a construção da catedral a igreja escolhida por Dom Alberto para cumprir essa função foi a paróquia São José, ainda existente na cidade, localizada a dois quarteirões da Catedral de São Sebastião na Rua São José. O bispo Dom Alberto José Gonçalves faleceu em 1945 aos 86 anos de idade e com 37 anos de bispado: seu corpo se encontra sepultado na escadaria que leva ao altar principal.
Anos após uma imagem de bronze em tamanho real foi construída nos jardins da Catedral em homenagem ao homem que a tornou real. Porém antes de morrer Dom Alberto criou o Boletim Diocesano, um periódico que era dado aos fiéis para comunicá-los das ações do bispo e da diocese, como uma forma democrática de comunicação entre o clero e os fiéis. Atualmente esse boletim ainda é dado aos fiéis com o nome de INFOCAT (Informativo da Catedral) mantendo esse diálogo, além de ser disponibilizado pela internet no site da Arquidiocese.

## Bispos e arcebispos
Administração local:
|                        | Nome                                        | Período    | Notas                          |
| Arcebispos             | Arcebispos                                  | Arcebispos | Arcebispos                     |
| ---------------------- | ------------------------------------------- | ---------- | ------------------------------ |
| 8.º                    | Moacir Silva                                | 2013–atual | Arcebispo metropolitano        |
| 7.º                    | Joviano de Lima Júnior, S.S.S.              | 2006–2012  |                                |
| 6.º                    | Arnaldo Ribeiro                             | 1988–2006  |                                |
| 5.º                    | Romeu Alberti                               | 1982–1988  |                                |
| 4.º                    | Bernardo José Bueno Miele                   | 1972–1981  |                                |
| 3.º                    | Felício César da Cunha Vasconcellos, O.F.M. | 1965–1972  |                                |
| 2.º                    | Agnelo Rossi                                | 1962–1964  | Nomeado Arcebispo de São Paulo |
| 1.º                    | Luís do Amaral Mousinho                     | 1958–1962  |                                |
| Arcebispos-coadjutores |                                             |            |                                |
|                        | Bernardo José Bueno Miele                   | 1967–1972  |                                |
| Bispos                 |                                             |            |                                |
| 3.º                    | Luís do Amaral Mousinho                     | 1952–1958  |                                |
| 2.º                    | Manuel da Silveira d'Elboux                 | 1946–1950  | Nomeado Arcebispo de Curitiba  |
| 1.º                    | Alberto José Gonçalves                      | 1908–1945  |                                |
| Bispos-auxiliares      |                                             |            |                                |
|                        | Manuel da Silveira d'Elboux                 | 1940–1946  |                                |

## Municípios
Esta arquidiocese é diretamente responsável pelas paróquias dos seguintes municípios paulistas:
- Altinópolis
- Batatais
- Brodowski
- Cajuru
- Cássia dos Coqueiros
- Cravinhos
- Dumont
- Guatapará
- Jardinópolis
- Luiz Antônio
- Pontal
- Ribeirão Preto
- Santa Cruz da Esperança
- Santa Rita do Passa Quatro
- Santa Rosa de Viterbo
- Santo Antônio da Alegria
- São Simão
- Serra Azul
- Serrana
- Sertãozinho